# Josep Maria Sentís Anfruns
Josep Maria Sentís Anfruns (Barcelona, 1908 – 1998) fou un dirigent esportiu vinculat al ciclisme.
S'inicià en les tasques directives dins de la Federació Catalana de Rugbi. Fou delegat del Camp de les Corts i, posteriorment, vicepresident del Futbol Club Barcelona i de la Federació Catalana de Futbol. Presidí la Federació Catalana de Ciclisme (1953-60), també va ser vocal de relacions internacional de l'espanyola (1965-84), que dirigí interinament després de la dimissió de Lluís Puig el 1977, i vicepresident de la Unió Ciclista Internacional durant els anys seixanta. Com a president de la secció de ciclisme de la Unió Esportiva de Sants, aconseguí més dies de competició per a la Volta a Catalunya i el concurs de millors ciclistes internacionals. Presidí el Comitè Organitzador del Campionat del Món de ciclisme de Sant Sebastià (1970) i Barcelona (1973). Rebé la medalla Forjadors de la Història Esportiva de Catalunya el 1989.